# Kapitan (grade)
Pour les articles homonymes, voir Kapitan.
Kapitan ou capitaine est un grade militaire utilisé dans l'armée russe.

## Hiérarchie
Le grade Kapitan est le plus élevé dans la section des officiers subalternes, autrement dit supérieur au Lieutenant mais inférieur au Commandant, ce dernier étant dans la section des officiers supérieurs (bien qu'en bas de l'échelle).